# 阿旺札西札巴
阿旺札西札巴（藏語：ངག་དབང་བཀྲ་ཤིས་གྲགས་པ，威利转写：ngag dbang bkra shis grags pa；1488年—1563年），《明史》上作阿汪札失札巴坚参巴藏卜，西藏歷史上帕木竹巴的第十代第悉，明代藏传佛教帕竹噶举派人物，藏族。
他的祖父第六代第悉札巴迥乃，父亲第八代第悉阿格旺布为第五代第悉。母亲仲喀哇家族的女儿。1491年阿格旺布去世，阿旺札西札巴三岁，由担任伦钦的仁蚌巴措杰多吉摄政。1499年，12岁的阿旺札西札巴正式担任第悉。1509年，开始计划向仁蚌巴家族夺权。1516年，在琼结巴和江孜法王的支持下，他打败仁蚌巴，使得帕木竹巴权力有所恢复。1518年，恢复了格鲁派三大寺僧人参加拉萨祈愿大法会的权利。1524年，命长子卓尾贡波在乃东西面的贡嘎建立宫殿。像他父亲一样得到了贡玛的头衔。幼子札巴迥乃担任京俄。但是，后来卓尾贡波的儿子昂旺札巴坚赞和札巴迥乃造成了严重的内部纷争，1548年卓尾贡波死后导致了帕木竹巴权力完全分裂。1563年阿旺札西札巴去世。